# Злотов
Злотов (пољ. Złotów) град је у Пољској у Војводству великопољском. По подацима из 2012. године број становника у месту је био 18 757.

## Становништво
| 2012.  |
| ------ |
| 18 757 |

## Партнерски градови
- Егесин
- Ла Флеш